# Philippe d'Henneberg
Pour les articles homonymes, voir Henneberg.
Philippe d'Henneberg-Aschach-Römhild (né en 1430, mort le 26 janvier 1487 à Bamberg) est prince-évêque de Bamberg de 1475 à sa mort.

## Biographie
Philippe appartient à la maison d'Henneberg (de), précisément à la lignée de Henneberg-Aschach-Römhild.
Ses parents sont Georges d'Henneberg-Aschach-Römhild et Jeanne de Nassau-Sarrebruck. Il a pour frère Berthold, archevêque de Mayence.
Philippe d'Henneberg doit supporter pendant son règne une épreuve de force avec le chapitre de la cathédrale. Le conflit porte sur le pouvoir du chapitre dans le gouvernement. L'influence du chapitre est affaiblie et permet une position forte du prince-évêque et ses successeurs.
Une autre épreuve de force a lieu avec le margrave Albert III Achille de Brandebourg. Le margrave refuse de reverser à l'évêque la "taxe turque" et dresse une autre taxe dans son territoire, renforçant ainsi son pouvoir. L'évêque de Wurtzbourg Rudolf von Scherenberg et l'évêque de Bamberg prononcent l'excommunication et l'interdit contre lui. Lors de la guerre de Bavière (1459–1463) (de), les deux évêques se rangent à côté de Louis IX de Bavière opposé à Albert III Achille.
Pendant l'épiscopat de Philippe d'Henneberg, les ailes sud-est et est du Alte Hofhaltung sont bâtis.
Il apporte des améliorations considérables de 1476 à 1479 au château de Veldenstein (de) et construit l'extérieur du château et des remparts. Il fait de ce château la résidence épiscopale. Il améliore aussi la forteresse de Rosenberg (de) à Kronach.
En 1478, il prononce l'expulsion des Juifs de l'évêché.

### Source, notes et références
- (de) Cet article est partiellement ou en totalité issu de l’article de Wikipédia en allemand intitulé « Philipp von Henneberg » (voir la liste des auteurs).